# Grenfell Centre
Pour les articles homonymes, voir Grenfell.
La Grenfell Centre est un gratte-ciel d'Adélaïde en Australie. Il a été construit en 1975 et mesure 103 mètres. Une antenne de 11 mètres a été rajoutée en 1980.
Dans les années 1980, cette construction a été dépassée en hauteur par le Telstra House de 104 m de haut terminé en 1987, puis par le Westpac House de 132 m  de haut terminé un an plus tard en 1988